# Monte dell'Oro
Monte dell'Oro est une île de la lagune de Venise, en Italie.
Une petite île, non loin de l'île de Sant'Ariano et qui se trouve le long du canal Silone et sur le côté nord du Marais de la Rosa. L'île mesure un peu plus de no 0,4 hectare et est aujourd'hui détenue par l'État.
Selon une ancienne légende, le char d'Attila, avec le butin accumulé pendant les pillages des Huns, aurait sombré dans la lagune, non loin de Monte dell'Oro. Attila, après avoir détruit Altino, en poursuivant les habitants d'Altino en fuite se serait embourbé dans la lagune vénitienne et aurait perdu ses trésors, engloutis dans la vase.
Un groupe de réfugiés érigea sur cette île un monastère bénédictin, avec l'église dédiée à San Cataldo. Un séminaire du diocèse de Torcello y fut peut-être également installé. À des époques plus récentes, toute la zone fut militarisée.
En 1848-1849, les insurgés vénitiens construisirent sur l'île un fort, agrandi plus tard par les Autrichiens. De ce fort, également utilisé par l'armée italienne pendant la Première Guerre mondiale, il reste aujourd'hui un bastion. Le changement du niveau des eaux a fait couler Costanziaco et Ammiana, et Monte dell'Oro a été abandonné.